# Guerre di Cortina
Le guerre di Cortina furono due conflitti di lieve intensità in cui le forze paramilitari sotto il comando di Juan Cortina, potente ranchero messicano, si scontrarono con elementi della United States Army, della Texas Ranger Division e dei miliziani provenienti da Brownsville e da Matamoros nella prima guerra di Cortina (17 luglio 1859-17 marzo 1860), e con soldati del Confederate States Army nella seconda guerra di Cortina (maggio 1861).
Si stima che durante le guerre fossero morti 245 uomini, per la maggior parte soldati di Cortina.
Circa 15 anni dopo la seconda guerra i cittadini di Brownsville offrirono al futuro presidente messicano Porfirio Díaz una somma in denaro per allontanare Cortina dalla zona, Dìaz allora lo arrestò e lo confinò a Città del Messico fino alla sua morte il 30 ottobre 1894.

## La prima guerra di Cortina
La guerra iniziò quando Juan Cortina sparò ad un braccio allo sceriffo di Brownsville, poiché aveva picchiato un impiegato di Cortina, Tomás Cabrera.
La tensione tra Cortina e le autorità americane crebbe fino a quando Cortina occupò la città di Brownsville, con una banda tra i quaranta e i settanta uomini, dal 28 settembre al 30 settembre 1859.
In opposizione ai Cortinisti si formò una milizia cittadina nota come "Brownsville Tiger", alla quale nel mese di novembre si unì gruppo di Texas Rangers, ma nonostante ciò la situazione rimase in una fase di stallo fino a quando si aggiunsero alla milizia un secondo gruppo di rangers, al comando del capitano John "Rip" Ford, e soldati dell'US Army comandati dal maggiore Samuel Heintzleman.
Gli Americani sconfissero duramente i Cortinisti nella Battaglia di Rio Grande City, segnando così una svolta decisiva per l'esito della guerra.
Per via delle pressioni fatte dal governo messicano e da quello americano per la cessazione delle ostilità, Cortina si allontanò dalla scena per un anno fino alla seconda guerra di Cortina.

## La seconda guerra di Cortina
La seconda guerra di Cortina iniziò nel maggio 1861, quando Cortina invase la Contea di Zapata e attaccò la città di Zapata (Texas). La guerra civile americana era appena iniziata e Cortina era favorevole all'Unione.
Cortina venne sconfitto dal capitano Santos Benavides nella Battaglia di Carrizo e si ritirò in Messico, dopo aver perso diciotto uomini.
Cortina non condusse più operazioni militari di larga scala nel territorio degli Stati Uniti d'America ma nonostante ciò le accuse di promuovere azioni di guerriglia contro i ricchi proprietari terrieri texani della zona furono numerose negli anni successivi.